# 일산화 이염소
일산화 이염소(dichlorine monoxide)는 염소와 산소로 이루어진 화합물이다. 분자식은 Cl2O이다. 아산화 염소(chlorine suboxide), 하이포아염소산 무수물(hypochlorous acid anhydride) 등으로 불리기도 한다. 1834년 앙투안 제롬 발라르에 의해 하이포아염소산을 무수 질산 칼륨으로 탈수하여 처음으로 합성되었다.

## 성질
상온에서는 황색의 자극적인 냄새를 가진 기체의 형태로 존재한다. 녹는점은 -120.6°C, 끓는점은 22.0°C이다. 공기에 대한 비중은 22.0°C에서 3.02이다. 용해열은 36.6kJ/mole, 증발열은 26kJ/mole이다. 물에 녹는다. 염소 원자와 산소 원자의 결합 길이는 1.701±0.020Å, 결합각은 110.8±1°, 염소 원자 간의 거리는 2.791±0.020Å이다.
일산화 이염소는 반응성이 커서 빛 또는 열이 가해지면 분해되어 염소와 산소를 내놓는다. 수소와의 혼합물은 불꽃에 의해 폭발할 수 있고, 황, 셀레늄, 인, 비소, 안티모니, 탄소 등과는 접촉할 경우 폭발하며 각각의 산화물, 옥시염화물을 내놓는다. 금속과도 반응하여 염화물, 산화물, 옥시염화물을 생성한다. 암모니아, 수소화 비소, 황화 비소, 일산화 이질소 및 각종 황화물 등과도 폭발적인 반응을 일으킨다.

## 제법
일산화 이염소를 제작하는 방법에는 크게 두 가지가 있다.
- 하이포아염소산 수용액에 산화 수은(II)을 첨가한 후 30°C에서 공기를 통과시킨다. 이후 통과시킨 공기를 -80°C로 냉각시키면 일산화 이염소를 얻을 수 있다.
- 건조시켜 모래와 혼합한 산화 수은(II)에 9~10°C에서 염소를 반응시킨다. 반응식은 다음과 같다.

2 HgO + 2 Cl2 → HgO·HgCl2 + Cl2O

## 안전성
일산화 이염소는 불안정한 화합물이다. 유기 화합물에 접촉할 경우 폭발하므로 취급에 주의를 요한다. 분해를 막기 위해서는 -80°C이하에서 보관하여야 한다.

## 참고 문헌
- 化學大辭典編集委員會 편, 성용길, 김창홍 역, 《화학대사전》, 서울: 世和, 2001.